# Нехистонски протеини
Нехистонски протеини су кисели протеини хроматина, присутни су у малим количинама, али их има много већи број врста оd хистона (40 – 80 различитих врста) и њихов тип је специфичан за врсту, ткива и функционално стање. Разноврсни су по функцији, учествују у "паковању" ДНК, а у њих спадају многобројни ензими који у једру учествују у процесима репликације и транскрипције.